# Tokerau Beach
Tokerau Beach ist eine kleine Küstensiedlung im Far North District der Region Northland auf der Nordinsel von Neuseeland.

## Geographie
Die Siedlung befindet sich rund 27 km nordnordöstlich von Kaitaia auf der Karikari Peninsula am Strand des nordwestlichen Teils der Doubtless Bay. Von der Siedlung aus, die sich am Strand über eine Länge von rund 2 km erstreckt, zieht sich der Sandstrand der Bucht, der ebenfalls Tokerau Beach genannt wird, über rund 14 km südwärts bis zum Mündungsgebiet des Awapoko River hin.

## Bevölkerung
Zum Zensus des Jahres 2013 zählte der Ort 246 Einwohner.

## Wirtschaft
Die Siedlung lebt hauptsächlich von der Landwirtschaft.